# Kanton Tôtes
Kanton Tôtes is een voormalig kanton van het Franse departement Seine-Maritime. Het kanton maakte deel uit van het arrondissement Dieppe. Het werd opgeheven bij decreet van 27 februari 2014 met uitwerking in maart 2015.

## Gemeenten
Het kanton Tôtes omvatte de volgende gemeenten:
- Auffay
- Beauval-en-Caux
- Belleville-en-Caux
- Bertrimont
- Biville-la-Baignarde
- Bracquetuit
- Calleville-les-Deux-Églises
- Étaimpuis
- La Fontelaye
- Fresnay-le-Long
- Gonneville-sur-Scie
- Imbleville
- Montreuil-en-Caux
- Saint-Denis-sur-Scie
- Saint-Maclou-de-Folleville
- Saint-Pierre-Bénouville
- Saint-Vaast-du-Val
- Saint-Victor-l'Abbaye
- Tôtes (hoofdplaats)
- Val-de-Saâne
- Varneville-Bretteville
- Vassonville